# Соколюк, Людмила Даниловна
Людми́ла Дани́ловна Соколю́к (род. 16 ноября 1937, Харьков, СССР) — советский и украинский искусствовед, историк искусства. Исследовательница русского авангарда, современного искусства. Доктор искусствоведения (2004), профессор Харьковской государственной академии дизайна и искусств.

## Биография
Людмила Соколюк родилась 16 ноября 1937 года в Харькове.
Окончила Харьковский государственный университет имени А. М. Горького (1955—1960).
В 1987 году защитила диссертацию на соискание учёной степени кандидата искусствоведения. Учителя в искусствоведении — Т. Алексеева, А. Верещагина (1978—1983, Москва).
Работает в Харьковском художественно-промышленном институте (ХХПИ, с 2001 года — Харьковская государственная академия дизайна и искусств), с 1997 года — профессор.
В 2004 году защитила диссертацию на соискание учёной степени доктора искусствоведения на тему «Михаил Бойчук и его концепция развития украинского искусства (первая треть XX вв.)».
Живёт в Харькове.

## Участие в творческих и общественных организациях
- Член Харьковского отделения Союза художников Украины (с 1988)[1]